# Uloborus humeralis
Uloborus humeralis es una especie de araña araneomorfa del género Uloborus, familia Uloboridae. Fue descrita científicamente por Hasselt en 1882.
Habita en Birmania, Sumatra y Java.